# IlMeteo
ilMeteo.it è un portale meteorologico fondato a Padova nel 2000 da Antonio Sanò. Primo sito italiano nella sua categoria e tra i più visitati siti italiani in assoluto, con oltre 6 milioni di utenti unici mensili, è gestito da ilMeteo srl, società amministrata dal 2019 da Emanuele Colli e specializzata nella fornitura di servizi meteo. Il team di meteorologi è coordinato da Lorenzo Tedici.

## Attività
I servizi previsionali de ilMeteo.it si basano sul sistema Zeus 2016 HD, derivazione del Modello ETA su dati ECMWF (European Centre for Medium-range Weather Forecasts).
Dal 2019, a seguito di bando pubblico, collabora con l’Istituto Nazionale di Geofisica e Vulcanologia per la fornitura di dati atmosferici rilevati al suolo, in ambiente aperto e in prossimità delle stazioni IRON (Italian Radon mOnitoring Network), finalizzate allo studio della correlazione fra temperature e gas radon nella previsione di eventi sismici.
Nello stesso anno avvia la collaborazione con Il Corriere della Sera per la realizzazione de L’indice di vivibilità climatica, studio che fotografa il benessere climatico dell’Italia grazie alla raccolta e all’analisi dei dati meteo nelle città capoluogo di provincia. Ancora in collaborazione con Il Corriere della Sera, a luglio 2024 pubblica il primo Rapporto sul clima del XXI Secolo, un'analisi sul cambiamento climatico del Paese basata su 185 milioni di rilevazioni climatiche.
Sempre nel 2023 l’Osservatorio della Lingua Italiana Treccani assegna al termine Caronte anche il significato di anticiclone caldo di prevalente provenienza africana. Il nome era stato proposto dagli utenti de ilMeteo.it tramite il forum e la pagina Facebook del proprio progetto meteo.

## Collaborazioni
iLMeteo.it fornisce i propri servizi di previsioni meteorologiche a:
- testate editoriali: Il Corriere della Sera[20], la Repubblica[21], Il Sole 24 Ore[22], Il Secolo XIX[23] e La Stampa[24];
- agenzie stampa: Adnkronos[25] e ANSA[26];
- radio: RDS[27], Radio Italia[28], Radio Esercito[29], Radio Capital[30], Radio Deejay[31], Radio m2o[32], Radio 24[33];
- emittenti televisive: Sky Italia (Sky TG24, Sky Meteo 24)[34], Warner Bros.Discovery[35] (NOVE, Real Time, DMAX, Motor Trend, Food Network, HGTV, Giallo e Warner TV), Class Editori.

Nel 2022 ha stipulato una partnership con Dolomiti Superski per la valorizzazione delle attività invernali ed estive dei territori del comprensorio. A marzo 2023 ha collaborato con il cantante Emanuele Aloia con un progetto di product placement nel video Meteo, destinato alle nuove generazioni.

## Controversie
Negli anni alcune testate hanno attribuito a ilMeteo.it pratiche di clickbaiting – anche a sostegno di teorie complottiste, e l'uso di toni allarmistici nella descrizione di fenomeni meteorologici intensi.
In occasione di alcune interviste, la società ha risposto che le accuse sui toni richiamano la propria volontaria scelta di adottare uno stile di comunicazione popolare.